# Caracas de mil y pico
Caracas de mil y pico es un libro escrito por el escritor y periodista venezolano Lucas Manzano (1886-1966), publicado en 1946 por la editorial Cultura, en Caracas, como segundo volumen de su obra Tiempos Viejos. Se trata de una colección de crónicas históricas de la ciudad capital venezolana.

## Descripción
Lucas Manzano fue cronista y reportero de los periódicos venezolanos El Heraldo, El Constitucional, El Universal y El Nuevo Diario. Publicadas inicialmente como artículos periodísticos, el libro es una recopilación de 36 crónicas, escritas con un tono directo y popular sobre diferentes temas, sobre todo políticos y económicos. de la época independentista venezolana. Carece de ISBN (este comenzó a implementarse en 1966) pero aparece en el depósito legal bajo el número 11.723. Prologado por Pedro Sotillo y con una ilustración interna de retrato sobre el autor atribuida a Lasalle.

## Descripción de las crónicas

### Caracas
Esta primera crónica arranca con la mención de otro historiador, Diego Nucete Sardi, quien determinó la fecha de fundación de la ciudad de Caracas y más adelante amplió la historia del desconocimiento y la dificultad de determinación de la fecha de fundación de la ciudad y otros factores que quedan en las sombras de la investigación histórica. Posteriormente nos describe una sucesión de intentos de conquistas sobre la ciudad por parte de personajes como los españoles Francisco Fajardo, y Alonso Bernaldez, el pirata francés Vallier, y otras incursiones similares en costas venezolanas. Cuenta además interesantes detalles de las primeras fundaciones como los 3 primeros muelles, y la conformación de un ejército (con todo detalle de los elementos humanos y materiales) con Juan de Aguirre a la cabeza para combatir a los indios jirajaras en Nirgua, que robaban y mataban a los conductores de ganado de la colonia. 

### Salias y Madariaga
Esta crónica narra interesantes detalles del movimiento de diferentes personajes históricos durante la noche de la sublevación venezolana alrededor del 19 de abril de 1810 y las reacciones inmediatas presentadas por el gobierno español. A pesar de que brinda bastantes detalles de diferentes figuras se concentra principalmente en las acciones del independentista Francisco Salias, el canónigo chileno Cortés de Madariaga y Vicente Emparán.

### A llorar a El Valle
Esta crónica a través del popular refrán venezolano analiza la historia del pueblo ‘’’El Valle’’’ desde anécdotas sobre los fundadores de la ciudad de Caracas, indios ‘’tumuses’’, y sobre todo la visita y actividades de autoridades religiosas de la época. También menciona breves anécdotas de este pueblo relacionadas con gobernantes venezolanos posteriores como Antonio Guzmán Blanco y Cipriano Castro.

### Si es Pumpá
Es una colección de anécdotas referidas sobre Antonio Leocadio Guzmán padre del presidente venezolano Antonio Guzmán Blanco.

### Don Cristóbal Colón
Una descripción detallada de los sucesos que encaminaron a Cristóbal Colón al descubrimiento de América y algunos detalles después de su descubrimiento del trato que recibió de parte del gobierno español ya iniciada la conquista.

### El Diablo de la Rubiera
Una crónica que nos narra detalles sobre la industria de la carne y la ganadería venezolana en sus inicios en la ciudad del Tocuyo y su desarrollo. Los ataques de los indios sobre el ganado, y el misterio de la matanza de los dueños del hato ‘’La Rubiera’’. También un relato que relaciona al general Antonio Guzmán Blanco con el emperador Napoleón III en su visita de 8 meses a Francia.

### El culto del sapo
Narra las iniciativas del Licenciado Bartolomé de las Casas luego de su encuentro con el Fray Francisco de Cobeda, Obispo de Panamá, en su acción altruista como defensor de los indios del mundo americano y sus infortunios por culpa de la lluvia entre otras cosas. 

### Sor Laura de los Dolores
Narra el revuelo causado por la maldición que echó Dolores de Oropeza sobre su hija Romelia en un momento de ira, y como esta corrió pidiendo auxilio para que la libraran de la visión diabólica que le atormentaba. La muchacha fue bendecida y exhortada por el cura, pero murió minutos después todavía clamando que la libraran del fantasma que la atormentaba. Por si fuera poco el cadáver de la chica “desapareció” del féretro durante su marcha al cementerio espantando a todos. A partir de aquí cuenta otras anécdotas que se convirtieron en leyendas sobrenaturales relacionadas con Francisco de Quero; otra con una peste de sarampión y viruela en 1580 y la intervención sobrenatural del Nazareno de San Pablo; la del hidalgo enamorado de Sor Laura de Dolores, postulanta en el convento las Concepciones en 1792, su desaparición y luego posteriormente convertida en “aparición”; y finalmente la leyenda de los “decapitados” relacionada con los sucesos del 19 de abril de 1810, la declaración de rebeldía de independencia de Venezuela.

### Capullitos de alelíes
Esta crónica narra a partir del jurado que declaró al Araguaney y la Flor de Nácar símbolos venezolanos, la historia de la introducción botánica de la flor alelí en 1520 y su propagación inicial en su investigación con bastante detalle.

### El Araguaney
Esta es una crónica sobre el árbol (el mismo autor admite lo escaso de este tipo de crónicas) araguaney y su presencia en la historia venezolana vinculándolo con algunos sucesos. También hace mención sobre la tala y quema del cerro el Ávila en la época colonial. Al final aprovecha el autor para introducir anécdotas sobre otros árboles como la Ceiba del Tocuyo, el Totumo, y el Samán, y como obtuvieron otros nombres criollos.

### El hombre del globo
Se narra una curiosa anécdota sobre un “globo” misterioso y de apariencia sobrenatural, mencionado en una carta enviada en 1674 por el gobernador de Cumaná, Sancho Angulo de Sandoval, al español Francisco Ventura de Palacios Rada. Este episodio sirve como preámbulo para introducir una anécdota más significativa: la del globo de coleta tramada del venezolano que se hacía llamar “Capitán Cartón” en 1872, y la afición que se desarrolló en el país por la aerostática.
Esta pasión por los globos aerostáticos fue creciendo progresivamente hasta alcanzar un punto culminante en 1894, durante el gobierno del general Joaquín Crespo, cuando la aerostática comenzó a adquirir un carácter más formal y entusiasta en la vida pública venezolana.

### Ruedas
Introducción de la primera carroza en Venezuela, y también de otros medios de transporte como la litera, el ferrocarril, el ómnibus, el tranvía y el automóvil. Todos con divertidas descripciones y nombres de personajes y lugares en la Caracas antigua.

### El terremoto de Cúa
Narra sobre la fundación del pueblo de Cúa por el Padre Manuel Alesón, y la anécdota de como unos indígenas ofendieron al Padre Céspedes colocándole una serpiente en el cáliz de la misa, quien luego se marchó indignado del pueblo maldiciéndolo. Minutos más tarde ocurrió el famoso terremoto de Cúa que devastó el pueblo casi por entero.

### La batalla de Sarría
Cuenta de los problemas causados entre los militares venezolanos y los terratenientes locales, y como en el gobierno de Crespo, el 23 de diciembre de 1894 se crea la primera Academa Militar de Artillería, aportando dignidad a los militares venezolanos menospreciados y asesinados continuamente por ser tenidos por malhechores. Ofrece bastantes detalles sobre quienes integraron esa fundación de la academia y una anécdota de la venganza del ‘’Negro Mercedes’’ sobre el Capitán Canuto Ruiz en la celebración de un 28 de octubre.

### Coronel y pico
Es una crónica sobre el general Juan Domingo, del gobierno del general Crespo.

### Residencias
Sobre cómo la falta de alojamiento de los españoles motivó la fundación de las ciudades, y las vicisitudes en el aprovisionamiento adecuado. Menciona también las primeras publicaciones impresas del “Nuevo Mundo” y como Caracas sufrió también un retraso cultural en este aspecto. Describe las primeras casonas y la construcción del Palacio de Miraflores y los problemas de sucesión de este cuando murió el general Crespo.

### Silencio, silencio, un profundo silencio
Describe el origen del nombre dado a este lugar caraqueño en medio de una epidemia que llenó los cementeros que le rodean con 2000 víctimas en 27 días, durante el gobierno de Medina Angarita.

### Tipos populares
Trata sobre personajes populares locales, entre ellos uno llamado “Santiago Pellizquito”, mezclado con anécdotas del general Crespo. El Padre Guitián, el General Sacre y el Obispo Fray Mauro de Tovar son otros descritos.

### El Viejo Tocuyo
De cómo llegaron los primeros telares a la ciudad del Tocuyo y la muerte de Suárez del Castillo en esta ciudad. 

### La pastora del Padre Olegario
Es una crónica sobre la creación de la iglesia La Pastora y el Padre Olegario de Barcelona, el terremoto de Caracas de 1799, y sobre la pieza de pintura de “El Purgatorio” que se conserva en él.

### Hambre
Comienza breve sobre los ríos de la ciudad de Caracas, se extiende un poco en la economía y comercio de la ciudad, y luego hace énfasis en el hambre presente en los colonos por la impedimenta de la agricultura en la región y el ataque constante de los indios.

### La capillita de la Trinidad
Narra los esfuerzos de Juan Domingo Infante en la construcción de un ermita conocida como Capillita de la Trinidad, su historia a través del terremoto de 1799, y como acabó por convertirse en 1874, gobierno del general Gómez, en el lugar donde ahora existe el Panteón Nacional donde reposan los restos de Simón Bolívar.

### Los barberos cirujanos
Comienza como una crónica sobre Don Lino Yelamo, comerciante caraqueño, pero luego vuelve su interés en la medicina colonial, haciendo descripción de como los “Piaches” intervenían en la cura de las enfermedades de los españoles, y como pasa esta responsabilidad a los barberos cirujanos que en los ejemplos descritos eran poco más que charlatanes peligrosos, describiendo al francés Victor Droin que terminó sus días en Cádiz, y un tal José de Zibico que acabaría encarcelado por el presidente Vicente Emparan.

### Gente de color
Aunque comienza con una curiosa anécdota de rivalidad amorosa que vincula al luego Gobernador y comandante general Pedro Carbonell Pinto Vigo, al Teniente José Manuel Sucre de Urbaneja, y la castellana Antonia Manuela Carbonell, en realidad es un preámbulo para relatar la historia de varios esclavos. El primero Pedro Garrido, azotado por su dueña malagueña por enamorarse de una negra esclava, se refugia en un conuco donde siembra despreocupadamente 3 granos de trigo que luego confirma que han germinado creciendo en grandes mazorcas, y siendo el origen de la introducción del trigo en Latinoamérica; También cuenta sobre Pedro Camejo, esclavo de Vicente de Alonso, quien más tarde se convertiría en figura patriótica de la Venezuela y Colombia independientes, y su encuentro con Simón Bolívar; por último se extiende sobre Leonardo Infante, héroe también de varias batallas de independencia y las circunstancias de su muerte a orden del General Santander.

### El manto de la Virgen
Es una crónica sobre el manto de la Virgen del Socorro y la Capilla de la Santísima Trinidad perteneciente a la familia Bolívar.

### Los regocijos de entonces
Es una descripción de los costos implicados en como el general José Tadeo Monagas reconstruyó el puente de San Pablo (que había sido destruido en una crecida del rio Caruata), en la barriada del Silencio para las celebraciones de año nuevo, y los actos de celebración del Gobernador General Zuloaga con motivo del fallecimiento de Felipe V y el advenimiento al trono de Fernando VI.

### El primer día del año
Una descripción del 1 de enero como día donde sucedían cosas excepcionales. entre otras cosas lo primero en 1538, una promulgación desde Valladolid donde el emperador Carlos exhortaba a los encomendares a casarse por eclesiástico para poner un poco de orden en la desatada promiscuidad irresponsable. En 1872, Ana Teresa Ibarra de Guzmán Blanco, primera dama, recibe honores de parte de intelectuales venezolanos.

### El último farol
Sobre la experiencia de Antonio Guzmán Blanco en sus recorridos a pie por la capital y anécdotas con personajes de estos encuentros.

### Influencias terremóticas
Sobre las transformaciones urbanas positivas que trajeron como efecto los terremotos en la sociedad caraqueña. Principalmente en el sector El Paraíso.

### Los comemuertos
Sobre costumbres grotescas en la ingesta de carne de animales parte de los españoles contadas por Fray Bartolomé de las Casas, y costumbres funerarias de la época colonial.

### El templo de San Francisco
Esta crónica dedicada a Rufino Blanco Fombona, cuenta sobre la construcción del Convento de San Francisco, iglesia donde se le entregó a Bolívar el título de Libertador.

### Lecturas de Cuaresma
Narra cómo Fray Bartolomé de las Casas obtuvo licencia y apoyo para fundar colonias en tierras de la región de Cumaná, y anécdotas de Tiburcio de Rodín siendo castigado divinamente por intentar calumniar al fraile.

### Tocuyito
Trata de narrar la verdadera historia de Tocuyito, donde se derrocó el gobierno de Ignacio Andrade tras el avance de la Revolución Liberal Restauradora dirigida por Cipriano Castro, pero mostrando la poca inteligencia de los miembros de artillería que dispararon fuego amigo al confundir a los uniformados propios con los enemigos, ya que los enemigos en su indisciplina formal no portaban uniforme adecuadamente pero ellos sí.

### Gente buena
De cómo el Fray Manuel de Aleson obtiene por petición la orden real de dar instrucción educativa en todas las ciudades de la colonia y la instauración de maestros, además del recibimiento de la educación y la creación de colegios y escuelas por parte de los frailes.

### Casos y cosas
Es una crónica breve sobre la condición del trabajo y la economía colonial, y el retrato de un crimen de violación y asesinato del Capitán General Agustín de Cañas y Merino.

### Milagros
Esta última crónica está dedicada al doctor Antonio José Carrillo; aprovecha el autor para contarnos algo sobre Melquiades Colina, y varios “milagros” relatados por este en la historia venezolana al autor y otros muchachos en su juventud que se congregaban para oírle. Entre las anécdotas habla sobre el Cacique Manaure, de la ascendencia de Melquiades; otra sobre un hombre justo, honrado y respetuoso que no participaba nunca de violaciones ni maltratos llamado Martin Tinajero, un “santo” en su comportamiento militando con los españoles, en el cual ocurre el primer milagro cuando al morir su cuerpo es incorruptible; y la primera aparición de Santa María de la Corteza, imagen de la virgen aparecida en una corteza de madera y venerada en la Iglesia de Acarigua.